# Frederic Caballé i Pintaluba
Frederic Caballé i Pintaluba (Barcelona, 17 de febrer de 1893 - 7 d'octubre de 1929) fou un baríton català.
Va néixer al número 2 del carrer Nou de Barcelona, fill de Joan Caballé i Escudé, de Ciutadella de Menorca, i de Maria Pintaluba i Vila, de Barcelona.
Va estar casat amb la cantant valenciana Amparo Saus i Canet (1889-1971), amb qui va tenir tres fills: Manuel, Frederic i Amparo. Amb ella va formar la companyia de sarsuela que duia el seu nom, companyia Caballé.

## Discografia
- La montería, duo amb Tana Lluró, 1923, Gramophone BS-859[5]